# 前110年
| 千纪： | 前1千纪 |
| 世纪： | 前3世纪 \| 前2世纪 \| 前1世纪                                                                                         |
| 年代： | 前140年代 \| 前130年代 \| 前120年代 \| 前110年代 \| 前100年代 \| 前90年代 \| 前80年代                                 |
| 年份： | 前115年 \| 前114年 \| 前113年 \| 前112年 \| 前111年 \| 前110年 \| 前109年 \| 前108年 \| 前107年 \| 前106年 \| 前105年 |
| 纪年： | 西汉元封元年 |

## 大事记
- 中国
  - 四月，汉武帝封禅泰山。

## 逝世
- 餘善，閩越武帝。
- 劉閎，漢武帝次子，謚號齊懷王。
- 司馬談，司馬遷之父。
- 霍嬗，霍去病獨子。